# И Густи Путу Ока Мона
И Густи Путу Ока Мона (англ. I Gusti Putu Oka Mona; 26 августа 1930, Денпасар — 30 августа 1996, Денпасар) — индонезийский легкоатлет, выступавший в прыжках в высоту. Участник летних Олимпийских игр 1956 года.

## Биография
И Густи Путу Ока Мона родился 26 августа 1930 года.
В 1956 году вошёл в состав сборной Индонезии на летних Олимпийских играх в Мельбурне. В прыжках в высоту занял последнее, 27-е место среди сделавших зачётные попытки, показав результат 1,82 метра — на 10 сантиметров меньше норматива, дававшего право выступить в финале.
Был одним из первых легкоатлетов Индонезии, выступавшим на Олимпийских играх: в 1952 году в Хельсинки выступал Марам Судармоджо, в 1956 году в один день с И Густу Путу Ока Мона стартовали Маридж Вирджодимеджо и Йотье Гозал.
В том же году установил рекорд Индонезии — 1,96 метра, продержавшийся 20 лет.
Умер 30 августа 1996 года в индонезийском городе Денпасар.

## Личный рекорд
- Прыжки в высоту — 1,96 (1956)[2]